# Putanges-Pont-Écrepin
Putanges-Pont-Écrepin is een voormalige gemeente in het Franse departement Orne in de regio Normandië. De gemeente telde 1019 inwoners in 2005.

## Geschiedenis
De gemeente werd in 1965 gevormd door de aanhechting van Pont-Écrepin bij de gemeente Putanges. Deze gemeente was tot 22 maart 2015 de hoofdplaats van het gelijknamige kanton, toen dit werd opgeheven en de gemeente werd opgenomen in het kanton Athis-de-l'Orne. Op 1 januari 2016 fuseerde de gemeente met Chênedouit, La Forêt-Auvray, La Fresnaye-au-Sauvage, Ménil-Jean, Rabodanges, Les Rotours, Saint-Aubert-sur-Orne en Sainte-Croix-sur-Orne tot de commune nouvelle Putanges-le-Lac.

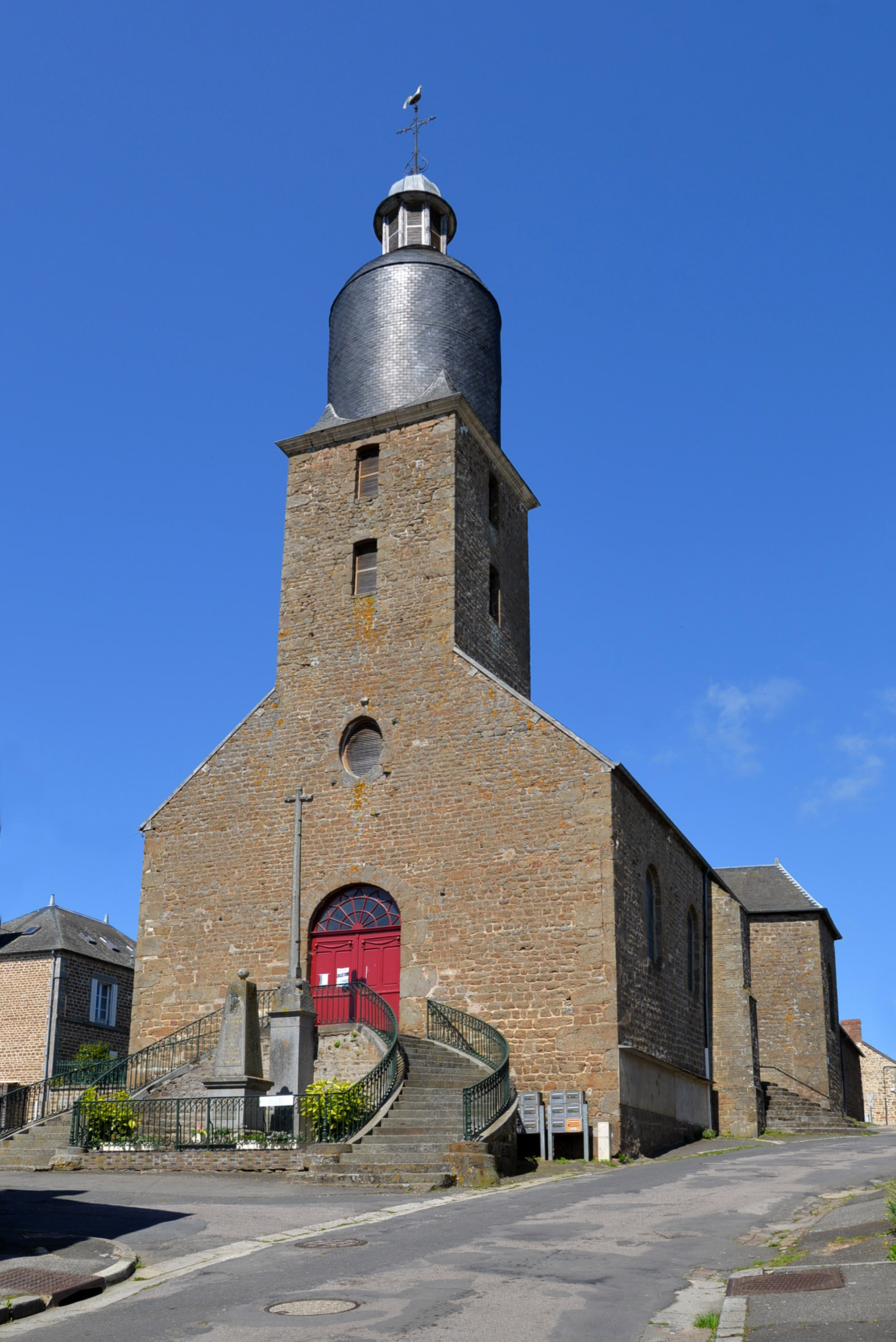
De kerk van Pont-Écrepin
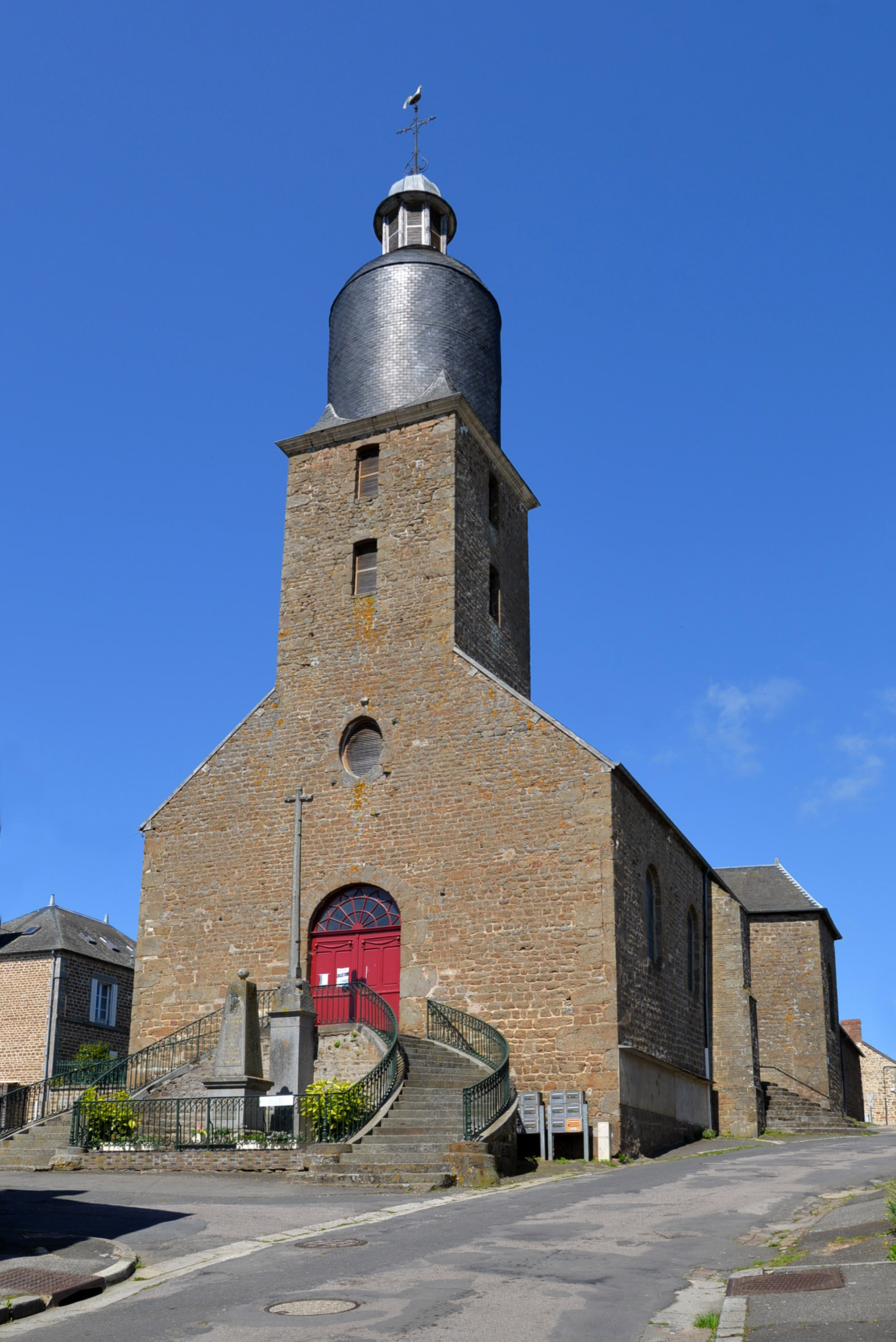
De kerk van Putanges
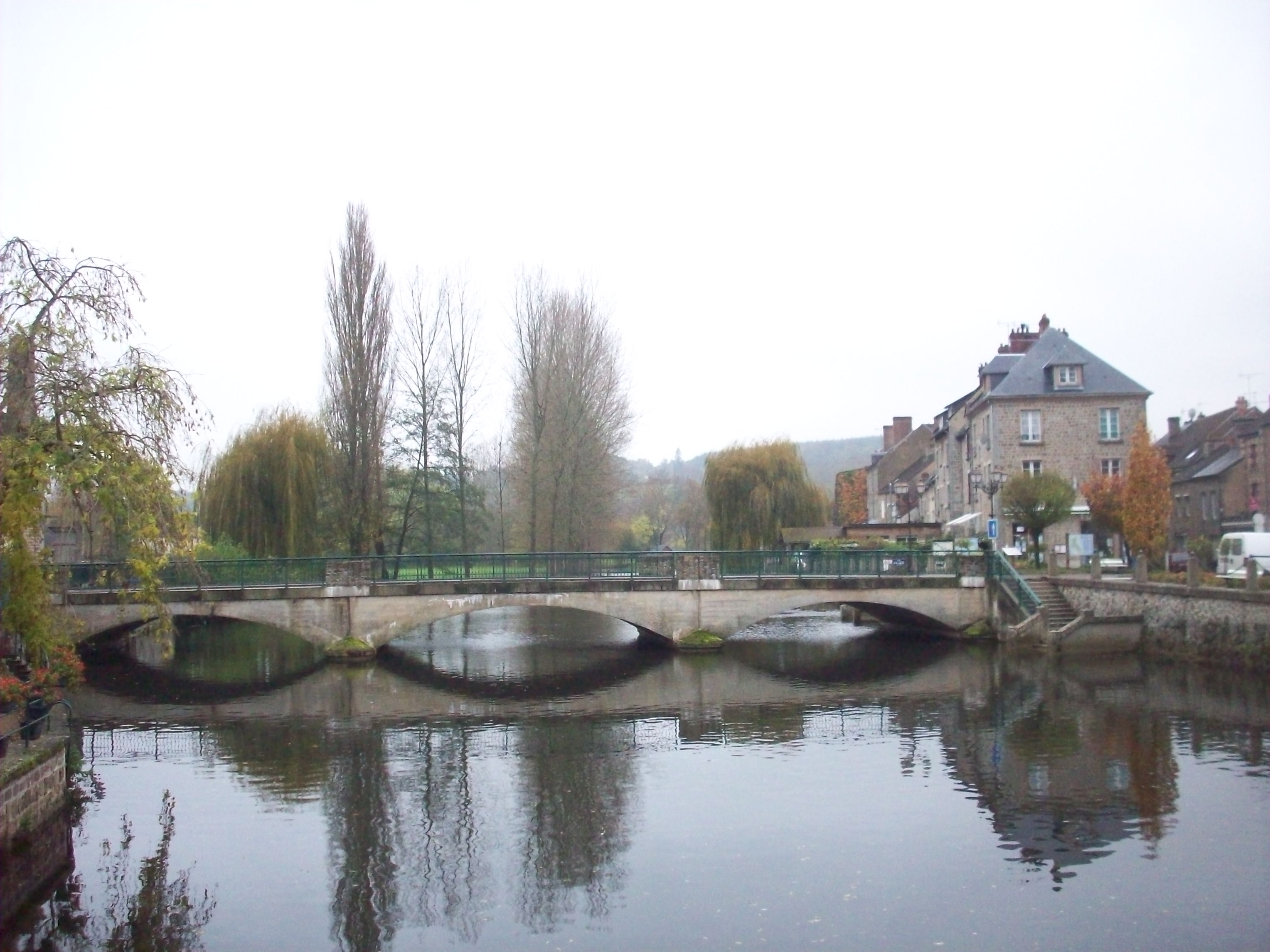
De voetgangersbrug over de Orne

## Geografie
De oppervlakte van Putanges-Pont-Écrepin bedroeg 10,1 km², de bevolkingsdichtheid was 100,9 inwoners per km². De kern Putanges ligt op de zuidelijke oever van de Orne; ten noorden, op de rechteroever ligt Pont-Écrepin.
De onderstaande kaart toont de ligging van Putanges-Pont-Écrepin met de belangrijkste infrastructuur en aangrenzende gemeenten.

## Demografie
Onderstaande figuur toont het verloop van het inwonertal (bron: INSEE-tellingen).